# Sinal de Jobert
Sinal de Jobert é um sinal clínico que refere-se ao desaparecimento da macicez e aparecimento de hipertimpanismo na região hepática. É um sinal observado nos grandes pneumoperitônios.